# Kola (Cameroun)
Pour les articles homonymes, voir Kola et Kwala.
Kola encore appelé Kouala ou Kwala, du nom d'un groupe Daba du Diamaré ayant longtemps migré sur les lieux, est un village du Nord Cameroun; situé dans la commune de Guider et le département du Mayo-Louti. 

## Géographie
Kola est situé à 12 km de la ville de Guider et à une centaine de kilomètres de Garoua.

## Économie
Les populations du village vivent essentiellement de l’agriculture, l’élevage, l’artisanat et la pêche avec la production du coton et l'élevage de bœufs, des ânes ou des chèvres notamment. 
L'activité touristique est encore en phase de développement. 
Les populations de Kola s'improvisent guide touristique périodiquement avec l'arrivée des touristes. La pêche est saisonnière.

## Atouts touristiques
Les Gorges de Kola, site naturel exceptionnel d'une superficie de plus de 3 hectares, sont composées de milliers de tonnes de pierres taillées, modelées et sculptées comme des œuvres d’art aux multiples couleurs.  
Le Mayo Louti est un cours d'eau qui traverse Kola.le gorge de kola dont les premiers habitants (les kola dans l'arrondissement de ndoukoula, région de l'extrême nord). Donc les kola étaient les premiers habitants du gorge de kola

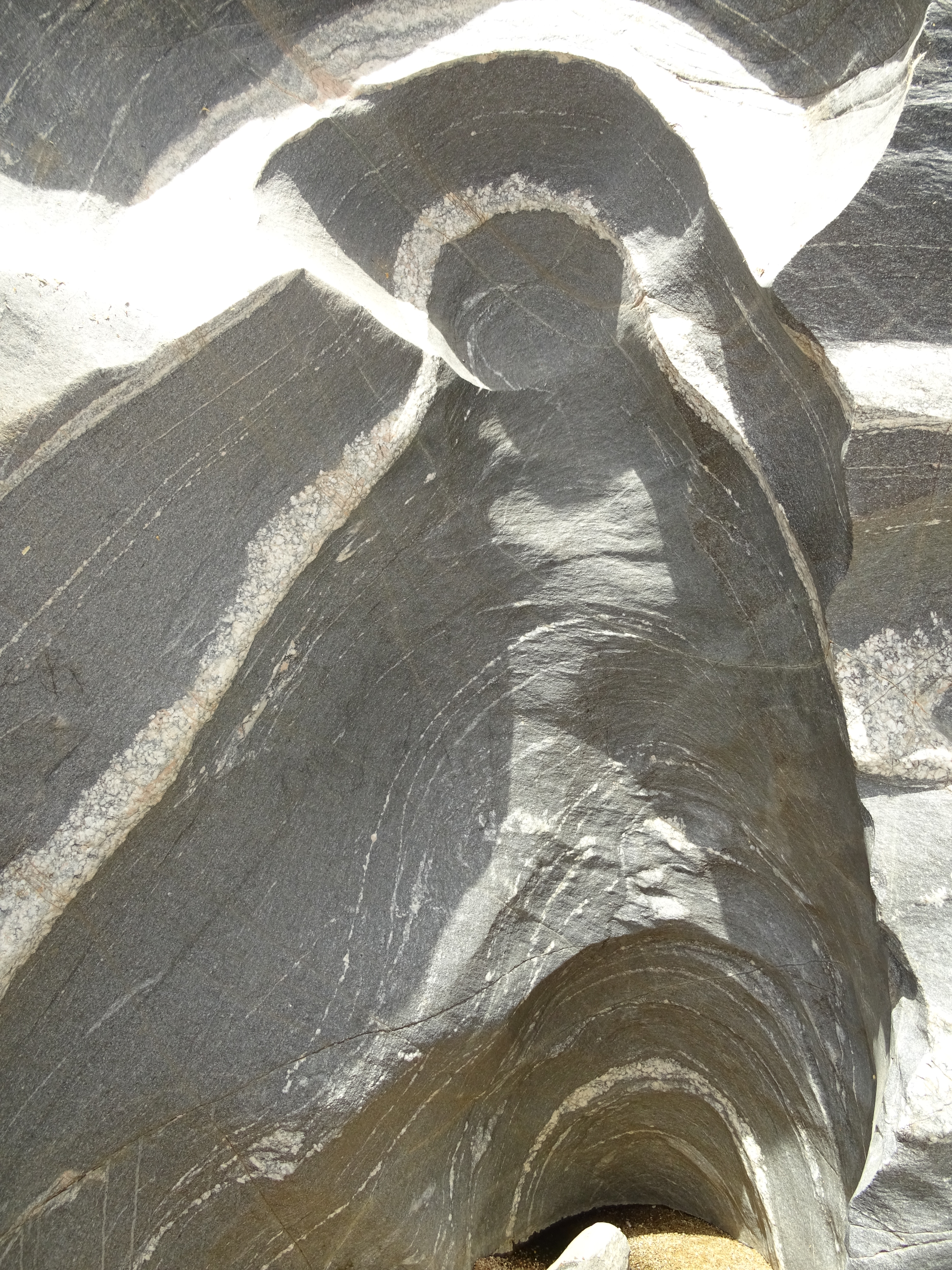
Bague de Gorge de Kola
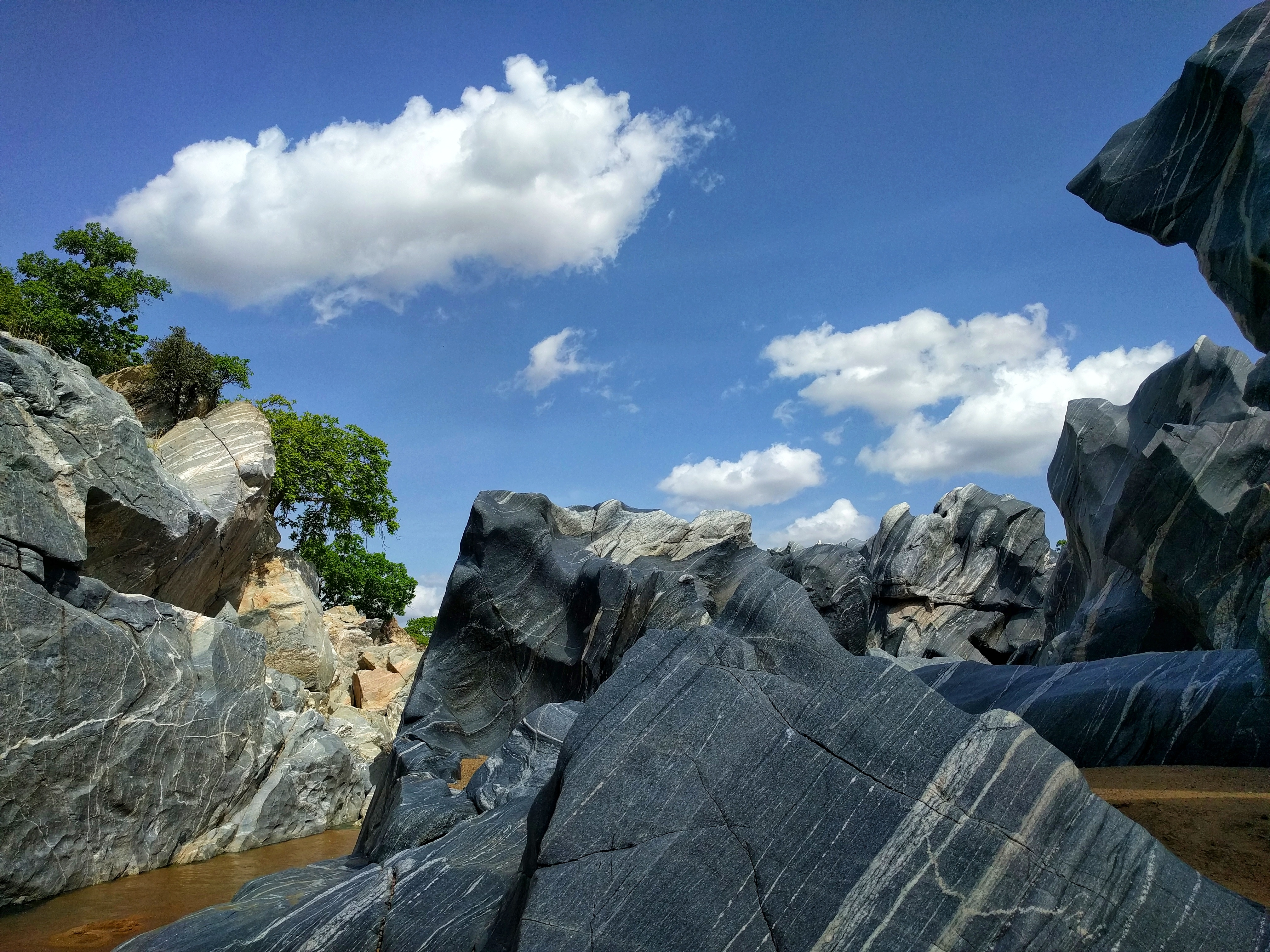
Gorge de Kola
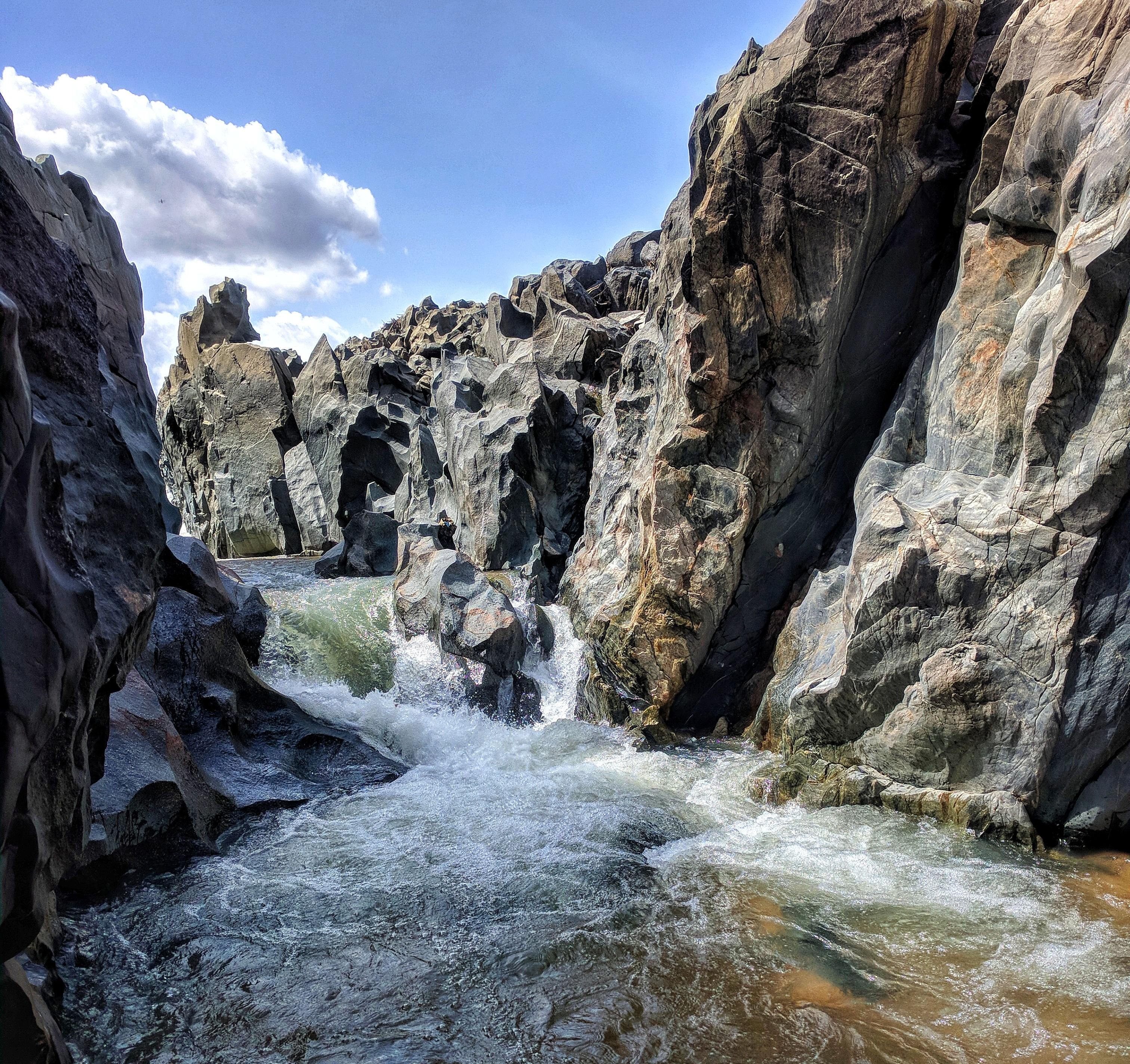
Gorge de Kola en saison de pluie
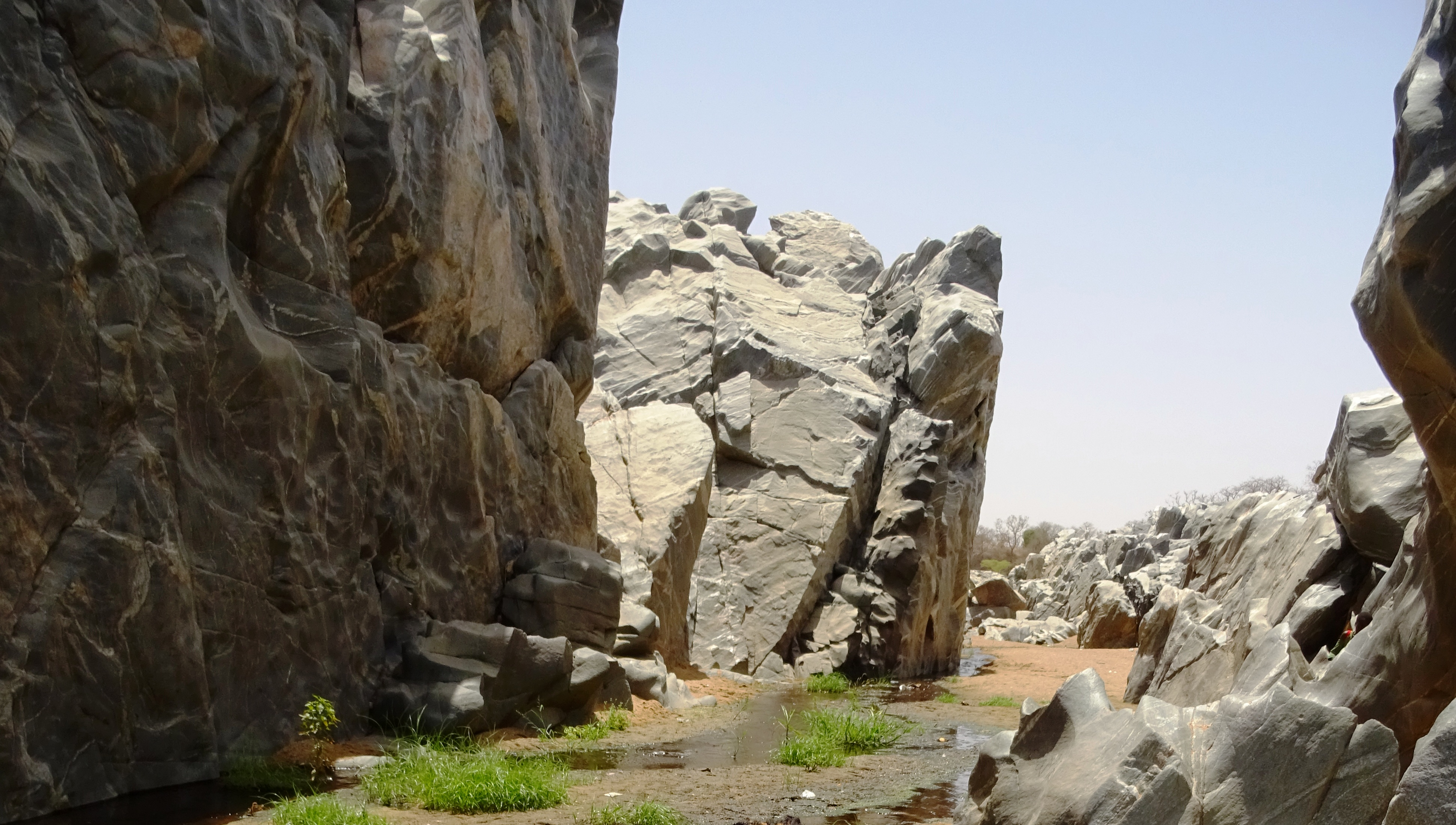
Gorge de Kola en début de saison sèche